# 모토로라 드로이드 3
모토로라 드로이드 3(Motorola Droid 3 유럽 출시 명칭: Motorola Milestone 3)는 모토로라 모빌리티에서 제조/판매하는 안드로이드 스마트폰이다. 3G로 출시된다. 모토로라 모토쿼티 이후 출시된 쿼티 슬라이드 제품으로 쿼티 자판이 내장되어 있다.

## 같이 보기
- 모토로라 모토쿼티
- 갤럭시 넥서스